# Николашка

Николашка на тарелке

Никола́шка (также Николяшка) — холодная закуска, употребляемая, как правило, с крепкими напитками, и представляющая собой ломтик лимона, полукругом посыпанный мелко молотым кофе и сахарной пудрой.

## Происхождение названия
Считается, что название закуски происходит от имени любившего её императора Николая I. Ему часто приписывается и изобретение николашки.
Согласно легенде, Николай I однажды попробовал настоящий французский коньяк. Он показался императору весьма крепким, а под рукой оказалась только долька лимона. Впоследствии он многократно закусывал коньяк лимоном и как-то раз предложил попробовать своему окружению. С тех пор процесс заедания крепких напитков лимоном прижился и дошёл до наших дней.
Согласно другой версии, закуска была изобретена в дворцовой кухне Николая II. Якобы именно там определили, что наилучшим образом букет коньяка оттеняется именно лимоном.

## Способы приготовления
- Сахарная пудра и кофе высыпаются на лимонный кружок раздельно, полукругом[3]. Этот вариант считается классическим.
- Ломтик лимона посыпается однородной смесью сахарной пудры и кофе[4].
- Вместо сахарной пудры и кофе можно использовать чёрную[5] и/или красную[3] икру.
- Вместо кофе можно использовать шоколадную крошку[6].

## Сопутствующие напитки
Николашка, сочетая кислый, сладкий и горький вкусы, является хорошей закуской к водке. Часто утверждается, что это также хорошая закуска к коньяку, однако лимон имеет очень резкий вкус, забивающий изысканную гамму хороших коньяков. Тем не менее, в России и странах СНГ сложилась устойчивая традиция закусывать коньяк лимоном, поэтому для этих целей часто используется и николашка.